# The Artful Dodger (serie)
The Artful Dodger es una serie australiana de drama-comedia de época de 2023 producida por Sony Pictures Television, Curio Pictures y Beach Road Pictures para Disney +, creada por James McNamara, David Maher y David Taylor, y dirigida y producida por Jeffrey Walker entre otros.
Se trata de una secuela de la novela "Oliver Twist" de Charles Dickens y la protagonizan Thomas Brodie-Sangster como Jack "Artful Dodger" Dawkins, David Thewlis como Fagin y Maia Mitchell como lady Belle Fox (personaje creado para la serie). En noviembre de 2024 se renovó para segunda temporada.

## Sinopsis
En la Australia de 1850, Jack Dawkins, ex-cirujano de la Marina Real, está establecido en Port Victoria como un joven médico respetado cuando se cruza con Fagin, una persona de su pasado que le obliga a recordar su infancia de miseria y pasado delictivo como ladrón en Londres, cuando lo apodaban "Artful Dodger".
Jack intenta no zambullirse de nuevo en la vida criminal mientras se encariña con la hija del gobernador, Lady Belle Fox, quién aspira a ser cirujana. A medida que su pasado se entrelaza con el presente y fuerzas externas ponen en peligro sus metas, su vida se desmorona, lo que plantea interrogantes sobre si realmente podrá reestructurar su vida en la colonia tal como la había imaginado.

## Personajes y elenco

### Principales
- Thomas Brodie-Sangster (y Finn Treacy como la versión joven) como Jack "Artful Dodger" Dawkins, quien fue sacado de la cárcel por la Marina Real y fue instruído como cirujano gracias a la velocidad especial de sus dedos tras años de ser carterista en las calles de Londres.
- David Thewlis como Norbert Fagin, figura paterna de Jack y ladrón convicto. Fue llevado a Port Victoria como criminal, encuentra a Jack y usa su historia en su beneficio.
- Maia Mitchell como lady Belle Fox, la hija obstinada del gobernador de Port Victory, opuesta a las normas sociales y obsesionada con la literatura médica que quiere que Jack la capacite para convertirse en la primera cirujana.
- Damon Herriman como el capitán Lucien Gaines, el astuto y cruel comandante de los soldados de la colonia.

### Recurrentes
- Tim Minchin como el capitán del puerto Darius Cracksworth
- Miranda Tapsell como Frances "Red" Scrubbs
- Luke Carroll como Tim Billiberllary
- Kym Gyngell como el profesor Alistair McGregor, el alcohólico jefe de cirugía y superior de Jack
- Vivienne Awosoga como Hetty Baggett, la enfermera jefe del hospital de Port Victoria
- Nicholas Burton como el Dr. Rainsford Sneed, médico y rival de Jack
- Susie Porter como lady Jane Fox, la mujer del gobernador
- Damien Garvey como el gobernador Edmund Fox
- Lucy-Rose Leonard como lady Fanny Fox, la hermana pequeña de Belle
- Jessica De Gouw como Peggy Gaines
- Andrea Demetriades como Marianne Cracksworth
- Albert Latailakepa como Aputi Savea, el sepulturero
- Justin Smith como Tinkler Dunckett
- Tom Budge como Mortimer Smales
- Jude Hyland como Charlie Salt, un ladrón de las calles de Port Victoria
- Stephen Ryan como Edwin
- Brigid Zengeni como Rosemary "Rotty" Falkirk
- Fayssal Bazzi como el capitán Sebastian Grimm
- Huw Higginson como Father Cruikshanks
- Ezekiel Simat como Ned Monks, delincuente y medio hermano de Oliver Twist
- Michael Sheasby como el sargento Bramwell
- Aljin Abella como Bayani "Flashbang" Rivera
- Hal Cumpston como Oliver Twist, ex amigo de Jack y parcialmente responsable de su caída, ahora convertido en un caballero rico

## Capítulos
| N.º | Título                          | Director       | Guionista                       | Fecha de estrno         |
| --- | ------------------------------- | -------------- | ------------------------------- | ----------------------- |
| 1   | El pillo yanky                  | Jeffrey Walker | James McNamara                  | 29 de noviembre de 2023 |
| 2   | Bendiciones de Santa Coccyx     | Jeffrey Walker | Andrew Knight                   | 29 de noviembre de 2023 |
| 3   | Los secretos de hombres muertos | Corrie Chen    | James McNamara                  | 29 de noviembre de 2023 |
| 4   | La costura                      | Corrie Chen    | Vivienne Walsh                  | 29 de noviembre de 2023 |
| 5   | El duelo                        | Gracie Otto    | Andrew Knight                   | 29 de noviembre de 2023 |
| 6   | Matón en el callejón            | Gracie Otto    | James McNamara & Vivienne Walsh | 29 de noviembre de 2023 |
| 7   | Lechuga húmeda                  | Jeffrey Walker | Andrew Knight & Dan Knight      | 29 de noviembre de 2023 |
| 8   | Potencial sin explotar          | Jeffrey Walker | James McNamara                  | 29 de noviembre de 2023 |

## Producción

### Desarrollo
El proyecto se anunció en 2022. La serie de ocho episodios es una coproducción entre Curio Pictures (Sony Pictures Television) y Beach Road Pictures. J
Fue creada por James McNamara, David Maher y David Taylor. Los guionistas de la serie incluyen a McNamara, Andrew Knight, Vivienne Walshe y Dan Knight, con Miranda Tapsell como asesora de guion.
Está producida por Jeffrey Walker, quien también es director junto a Corrie Chen (Bad Behaviour, New Gold Mountain)  y Gracie Otto.
El 20 de noviembre de 2024, Disney anunció la renovación para una segunda temporada en su evento de presentación para Asia Pacífico en Singapur.
Se espera que el rodaje de la segunda temporada comience en 2025 en Callan Park en Sídney, Australia. El cocreador James McNamara regresará como productor ejecutivo y guionista para la segunda temporada, junto con Kate Mulvany, Dan Knight y Miranda Tapsell. Ben Young y Gracie Otto fueron anunciados como directores, con la asesoría de Jeffrey Walker. Jo Porter y Rachel Gardner serán productoras ejecutivas y productoras de la serie, junto con McNamara, también como productor ejecutivo, y Cameron Welsh como productor.

### Casting
En noviembre de 2022, se confirmó el reparto principal compuesto por David Thewlis, Thomas Brodie-Sangster y Maia Mitchell. Brodie-Sangster y Mitchell analizaron casos históricos reales de la época y contaron con la ayuda de expertos médicos para interpretar sus papeles.
Se espera que el reparto principal regrese para la segunda temporada. El reparto también incluye otros actores australianos, como Damon Herriman, Miranda Tapsell, Tim Minchin y Susie Porter.

### Filmación
El rodaje se llevó a cabo en Sídney, Nueva Gales del Sur. El rodaje de la serie duró cinco meses. La producción tuvo acceso a un antiguo recinto de un hospital psiquiátrico en Sídney, conservado desde el siglo XIX, y rodó alrededor de los edificios de arenisca existentes con decorados en pie. Las locaciones de rodaje también incluyeron Elizabeth Farm, en las afueras del oeste de Sídney, el cementerio de Rookwood, Callan Park y el cabo norte de Botany Bay, Cape Banks.

## Transmisión
La serie se estrenó en Australia en el servicio de streaming Disney+, a través de su plataforma Star, el 29 de noviembre de 2023. A nivel internacional, también se estrenó en Star+ en Latinoamérica y en Hulu en Estados Unidos. En el Reino Unido e Irlanda, la serie se estrenó en Disney+ el 17 de enero de 2024

## Recepción
Luke Buckmaster en The Guardian le dio cuatro estrellas de cinco, lo describió como “oscuramente cómico” y elogió la edición por ayudar a la serie a mantener una “energía salvaje”. Maggie Lovitt para Collider describió un "elenco estelar, vestuario suntuoso, banda sonora atrevida y una historia sorprendente, la serie es fácilmente una de las mejores -y más refrescantes- en debutar en el servicio de streaming este año. “
Dan Einav en The Financial Times elogió las actuaciones, diciendo "Thewlis se roba cada escena" y "Brodie-Sangster está bien elegido para el papel de un joven atrapado entre su espíritu travieso innato y sus esfuerzos por ser un profesional responsable"
En el sitio web de reseñas Rotten Tomatoes, la primera temporada tiene un índice de aprobación del 92%, basado en las reseñas de 25 críticos. El consenso de la crítica dice: «Con la pícara seriedad de los bien elegidos Thomas Brodie-Sangster y David Thewlis, The Artful Dodger le roba la cartera a Dickens y le saca el máximo provecho a su icónica creación».